# Tambang (Tambang)
Tambang is een bestuurslaag in het regentschap Kampar van de provincie Riau, Indonesië. Tambang telt 3121 inwoners (volkstelling 2010).